# Агеш (комуна)
Агеш (рум. Agăș) — комуна у повіті Бакеу в Румунії. До складу комуни входять такі села (дані про населення за 2002 рік):
- Агеш (1273 особи)
- Белегет (350 осіб)
- Гойоаса (957 осіб)
- Діаконешть (309 осіб)
- Котумба (1562 особи)
- Кошня (570 осіб)
- Прелуч (909 осіб)
- Сулца (738 осіб)

Комуна розташована на відстані 227 км на північ від Бухареста, 54 км на захід від Бакеу, 127 км на південний захід від Ясс, 103 км на північний схід від Брашова.

## Населення
За даними перепису населення 2002 року у комуні проживали 6668 осіб.
Національний склад населення комуни:
| Національність | Кількість осіб | Відсоток |
| -------------- | -------------- | -------- |
| румуни         | 6430           | 96,4%    |
| угорці         | 204            | 3,1%     |
| чанго          | 22             | 0,3%     |
| цигани         | 11             | 0,2%     |
| німці          | 1              | < 0,1%   |

Рідною мовою назвали:
| Мова      | Кількість осіб | Відсоток |
| --------- | -------------- | -------- |
| румунську | 6389           | 95,8%    |
| угорську  | 279            | 4,2%     |

Склад населення комуни за віросповіданням:
| Релігія       | Кількість осіб | Відсоток |
| ------------- | -------------- | -------- |
| православні   | 6306           | 94,6%    |
| римо-католики | 332            | 5,0%     |
| адвентисти    | 15             | 0,2%     |
| п'ятдесятники | 6              | 0,1%     |
| лютерани      | 4              | 0,1%     |
| старообрядці  | 3              | < 0,1%   |
| реформати     | 1              | < 0,1%   |
| баптисти      | 1              | < 0,1%   |